# 인노쇼촌
인노쇼촌(院庄村)은 오카야마현 도마타군에 있던 촌이다. 현재의 쓰야마시에 해당한다.

## 역사
- 1889년 6월 1일 - 정촌제 시행에 수반해 사이사이조군 인노쇼촌이 성립하였다.
- 1900년 4월 1일 - 도호쿠조군, 사이사이조군, 사이호쿠조군이 합병해 도마타군이 되었다.
- 1929년 2월 11일 - 쓰야마정, 쓰야마히가시정, 니노미야촌, 니시토마다촌과 합병, 구메군 후쿠오카촌과 합병・시 승격에 의해 쓰야마시가 되었다.

## 교통

### 도로
- 국도 제179호선
- 국도 제181호선

## 참고문헌
- 和泉橋警察署 『新旧対照市町村一覧』第2冊（東京：加藤孫次郎、1889（明22））
- 地名編纂委員会 『角川日本地名大辞典33 岡山県』（角川学芸出版、1989、ISBN 4040013301）